# Err-Zett
Err-Zett is een historisch klein Oostenrijks merk van motorfietsen.
De motoren werden geproduceerd door Ottomar Rosenkranz te Wenen. Het merk was alleen actief in 1938, toen een beperkte oplage motorfietsjes met 98cc-Sachs- en ILO-blokjes werd gebouwd.